# Campos Lindos
Campos Lindos é um município brasileiro do estado do Tocantins. Município criado em 5 de outubro de 1989 e instalado em 1º de janeiro de 1993. Em Campos Lindos está implantado um pólo de produção de grãos, especialmente soja.
Localiza-se a uma latitude 07º59'38" sul e a uma longitude 46º52'05" oeste, estando aproximadamente a 287 metros acima do nível do mar. Sua população estimada em 2009 era de 8 079 habitantes. Atualmente o quantitativo populacional da cidade é de 10.312 habitantes, segundo o censo 2020 do IBGE. A cidade faz divisa com o estado vizinho Maranhão, e com duas importantes cidades deste mesmo estado: Riachão e Balsas.
Possui uma área de 3253,6 km².

## Economia
A economia do município é advinda do agronegócio, com forte predominância para o cultivo de soja, de tal modo, que são enormes e inúmeras as plantações desse grão na safra principal ou safra de verão, na segunda safra, é plantado o milho na sua grande maioria, podendo encontrar também, milheto e o sorgo, entre os  grandes produtores rurais na região.
Nesse município estão instaladas grandes multinacionais como, por exemplo, CARGILL e BÜNGE.
Desde 2005, Campos Lindos é o campeão estadual de exportações, cujas são o cultivo de soja na sua maioria e ao algodão. Em 2008, as vendas externas da localidade somaram US$ 78,5 milhões, significando mais de um quarto (26,4%) de tudo o que saiu do estado para fora do país em 2008. A prevalência do comércio do grão em âmbito estadual é surpreendente: a cada US$ 10 exportados pelo Tocantins, US$ 8 dizem respeito à soja.
Grande parte das pessoas que ali habitam têm sua fonte de renda do trabalho nestas lavouras, que nos meses de fevereiro, março e abril funcionam a todo vapor, devido ao período de colheita da safra de soja.
Além dessas grandes multinacionais, não é de se esquecer os grandes contribuintes com a escoação dessa safra, que são os Carreteiros, que viajam diuturnamente transportando os grãos para os mais diversos estados, e mais intensamente ao porto de ITAQUI, em São Luís do Maranhão.

## Turismo
A cidade de Campos Lindos, possui um belíssimo rio, chamado Rio Manoel Alves Grande, que fica localizado na divisa com o estado do Maranhão. Durante os meses de verão e principalmente no mês de julho, é realizado a temporada de praia da cidade. É um excelente rio, para um banho com a família ou amigos nos finais de semana.
É aqui, nesta pacata cidade, que encontramos também a Cachoeira do Monte Lindo e a Serra da Cangalha, que é considerada a segunda maior cratera do Brasil, que possui mais de 200 milhões de anos.

## Festividades
- O aniversário da cidade é comemorado em 19 de janeiro de cada ano. É organizado anualmente uma programação pela prefeitura municipal, que reúne desde alvorada às 5h da madrugada à torneio de futebol, gincanas e shows artísticos durante a noite.
- No mês de junho, é realizado a Feira da Soja. Pode ocorrer alterações de datas, a depender da organização do evento. Este evento tem como objetivo fomentar a agricultura de grãos de soja, consagrando o município de Campos Lindos como o maior e o principal produtor e exportador de grãos no Estado. Neste evento é realizado palestras, exposições de máquinas e implementos agrícolas e shows durante a noite.
- Há também, campeonatos realizados anualmente pelos times locais, visando valorizar o esporte, possibilitando a população um momento saudável de viver a vida.
- Em 31 de agosto é comemorado o padroeiro da cidade, São Raimundo Nonato.